# Eagle River, Wisconsin
Eagle River är administrativ huvudort i Vilas County i Wisconsin i USA. Vid 2010 års folkräkning hade Eagle River 1 398 invånare.